# Ranirbazar
Ranirbazar là một thị xã và là một nagar panchayat của quận West Tripura thuộc bang Tripura, Ấn Độ.

## Nhân khẩu
Theo điều tra dân số năm 2001 của Ấn Độ, Ranirbazar có dân số 11.003 người. Phái nam chiếm 51% tổng số dân và phái nữ chiếm 49%. Ranirbazar có tỷ lệ 77% biết đọc biết viết, cao hơn tỷ lệ trung bình toàn quốc là 59,5%: tỷ lệ cho phái nam là 82%, và tỷ lệ cho phái nữ là 72%. Tại Ranirbazar, 10% dân số nhỏ hơn 6 tuổi.